# 2016年加蓬總統選舉
2016年加蓬總統選舉於2016年8月27日舉行。

## 選舉制度
加蓬总统每屆任期為7年。總統選舉只有一輪投票，由得票最多的參選人當選，即使其得票不過半亦可。對於反對派來說，如果他們派出多於一位參選人參選，就會分薄票源，贏得選舉的機會就會很小。

## 參選人
一如所料，現任總統阿里·邦戈·翁丁巴於2016年2月29日宣佈將會競逐連任。
最終有19人遞交參選表格，選舉委員會於2016年7月15日宣佈當中14人符合參選資格。反對派宣稱邦戈出生時不是加蓬人，是哈吉·奥马尔·邦戈的養子而不是親生子，不過邦戈的參選資格最終在選舉委員會以多數票通過。前外交部長让·平被認為是邦戈的最大競爭者。
2016年8月中，主要反對派參選人決定共同支持让·平以增加反對派勝算。另外兩位反對派參選人，1997年－2016年期間擔任國會議長的恩達馬及前總理卡西米尔·奥耶-姆巴退選並支持讓·平。

## 結果
选举委员会於8月31日宣布，现任总统邦戈以49.80%的得票率赢得选举，让·平以48.23%的得票率落败。
| 參選人                                                                                     | 政黨               | 得票（初步數字） | %     |
| ------------------------------------------------------------------------------------------ | ------------------ | ---------------- | ----- |
| 阿里·邦戈·翁丁巴                                                                           | 加蓬民主黨         | 177,722          | 49.80 |
| 让·平                                                                                      | 變革力量聯盟       | 172,128          | 48.23 |
| 其他8位參選人每位的得票率皆在0.6%以下，合計有7,040票                                       |                    |                  |       |
| 無效票或白票                                                                               | 無效票或白票       | 16,420           | –     |
| 總計                                                                                       | 總計               | 373,310          | 100   |
| 已登記選民／投票率                                                                         | 已登記選民／投票率 | 627,805          | 59.46 |
| 資料來源：Interior Ministry（页面存档备份，存于）, Interior Ministry（页面存档备份，存于） |                    |                  |       |

让·平的竞选阵营要求对邦戈获得高支持率的上奥果韦省重新计票。官方公布的点票结果显示，该省的投票率接近100%，邦戈获得了95%的选票。选举委员会中的一些反对派代表表示要抵制投票结果，一些代表宣布辞职。根據政府公佈的數字，其它省的投票率介乎45%至71%之間。
官方選舉結果公佈後，首都利伯维尔爆發暴力衝突，抗议者在议会大厦和附近楼房放火，政府安全部队則突袭了反对党的总部大楼，9月2日的報道稱已有超過1,000人被捕。9月3日的報道稱骚乱已蔓延至加蓬第二大城市让蒂尔港。至9月5日，主要城市的局勢已逐漸回復正常。
讓·平宣稱他的竞选团队已掌握了证据，证明本次选举被人为操控，並表示計劃向宪法法院申訴。
讓·平於9月2日的一個新聞發佈會上宣稱加蓬的總統就是自己。
美國、歐盟和法國呼籲加蓬政府公開各個票站的投票結果以提高選舉透明度，被加蓬政府拒絕。加蓬第二副總理兼司法部長塞拉芬·蒙敦加（Seraphim Moundounga）不滿意政府拒絕進行重新點票以平息爭議，於9月5日辭職。
2016年9月24日當地時間凌晨1時左右，加蓬憲法法院宣佈邦戈贏得選舉的結果有效。憲法法院把邦戈在上奥果韦省的得票率下調至83.2%，讓·平在該省的得票率為4.6%，而該省的投票率為98%。憲法法院又取消讓·平得票率高的首都利伯维尔其中21個票站的投票結果，總計結果是邦戈以更大差距（50.66%對47.24%）贏得選舉。憲法法院表示所有選票已在點票後即時燒燬，無法進行重新點票。讓·平於9月24日表示不滿意憲法法院的判決。